# 稀音家浄観
稀音家 浄観（きねや じょうかん）は、長唄三味線方の名跡。墓所は初代・二代ともに文京区護国寺。

## 初代
稀音家 浄観（きねや じょうかん、天保10年5月5日（1839年6月15日） - 大正6年（1917年）8月28日）
本名は杉本観太郎。父は初代住田又兵衛。1853年11月に初代杵屋六四郎の門弟。1856年に中村座に出勤、杵屋四郎治を名乗る。1869年に大薩摩名浄観を家元より受ける。1870年11月に3代目杵屋三五郎の後継者で6代目杵屋三郎助を改名。1902年4代目杵屋勘五郎を襲名。1908年に稀音家浄観を名乗る。作曲に「晴天の鶴」がある。墓所は文京区護国寺。
実の子は2代目、孫に4代目杵屋六四郎、曾孫に5代目杵屋六四郎がいる。

## 二代目

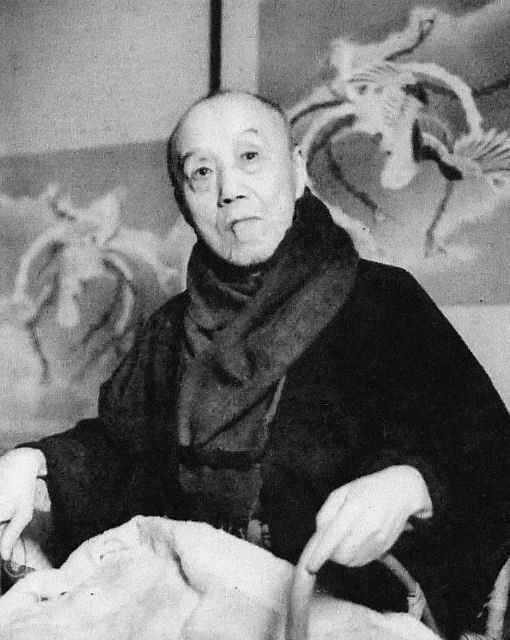
2代目稀音家浄観

稀音家浄観（きねや じょうかん、1874年3月4日 - 1956年5月28日）文化勲章受章者。
東京市神田生まれ。初代の子。本名は杉本金太郎。1888年3代目杵屋六四郎を襲名、1926年「稀音家」と改姓。4代目吉住小三郎とともに長唄研精会を興し、芝居を離れた長唄演奏の確立へ道を開き、新曲発表会を開き、長唄音楽に貢献。1929年東京音楽学校に長唄の選科が開設され、小三郎とともに講師を務め、のち教授、1939年六四郎の名を長男に譲り、2代目浄観を襲名、1944年退官、1955年文化勲章受章、文化功労者。妻は柳橋「若松屋」の元芸妓。墓所は文京区護国寺。

### 曲
代表曲に「熊野」「横笛」「元寇」などがある。以下、他の作曲。
- 横笛
- 熊野
- 累が淵
- 鉢の木
- 蓬莱山
- 滑川（上）
- 兎と亀
- 虫の声
- 阿国歌舞伎
- 白露
- 力
- 影法師
- 井筒
- 芦の葉
- 佛法僧
- 松の寿
- 酒
- 蛙
- 東山
- 後井筒
- 春雨
- 花暦
- うぐいす
- 此君
- お夏清十郎
- 元寇 -((昭和15年(1940年)、二代目稀音家浄観作曲、北原白秋作詞[2])
- 八百比丘尼
- 飛鳥
- 里神楽
- 猩々
- 笑
- 猿回し
- 花くらべ

### 童謡
- あの子もねてる
- わらいます
- 風ふくな
- あられ
- からす
- 雀の宿
- 雛祭
- 紅がらとんぼ

### 合作
吉住小三郎との合作。
- 四季の色音
- 春遊
- 胡蝶
- 葵の上
- 弁の内侍
- 花咲爺
- かちかち山
- 舌切雀
- 桃太郎
- 千手
- 鉢かつき姫
- 島の景清
- 一休禅師
- 有喜大尽
- 養老
- 紀文大尽
- 寒山拾得
- お七吉三
- 神田祭
- 虎少将道行
- 大正の栄
- 新高砂
- 琴の功
- 櫻咲く国
- 鯉物語
- 相生の松
- 千代見草
- 都の栄
- 楠の薫
- 島の景清
- 八た烏
- みやこ風流